# Svetlana Priakhina
Svetlana Anatolievna Priakhina (en russe : Светлана Анатольевна Пряхина), née le 29 juillet 1970 à Volgograd, est une ancienne handballeuse internationale soviétique puis russe.
Internationale, elle est notamment Championne du monde en 1990 puis troisième des Jeux olympiques de 1992 avec l'Équipe unifiée de l'ex-URSS.

## Palmarès

### En équipe nationale
- Médaille d'or au Championnat du monde 1990
- Médaille de bronze aux Jeux olympiques de 1992 à Barcelone
- 6e place au Championnat du monde 1995
- 12e place au Championnat du monde 1999

### En club
Compétitions internationales
- Coupe des Coupes (2) : 
  - vainqueur en 1987 (de) et 1988 (de)
  - finaliste en 1989 et 2000

Compétitions nationales
- Championne d'Union soviétique (2) : 1989, 1992
- Vice-championne de Russie en 1997, 1998 , 1999, 2000